# コロゴ空港
コロゴ空港（Korhogo Airport）はコートジボワールのコロゴにある空港。国内で5番目に大きい空港。